# 佳里 (大字)
佳里，原稱為蕭壠，是臺灣臺南市佳里區的一個傳統地域名稱，也是全區行政中心所在地，位於該區中部略偏西南，其中部分向西及東南分別延伸至邊界。相較於今日行政區，其範圍大致包括六安里不含東北端及北部中央凸出部分的北側及六安里城隍廟西北側地區、民安里西部中央偏南一小段、東寧里、忠仁里不含北部邊界地帶東段、鎮山里不含東部中央凸出部分的東南側、金砂里西南部凸出部分的西北端、南勢里不含西部凹入部分的東側及南側地帶、塭內里東北部邊界地帶中段、建南里、文心里、安西里不含西部南側凸出部分的北半部、海澄里南部邊界地帶的中段及南部西側向東南凸出部分。
本地區境內主要聚落為蕭壠（佳里）、充公藔。北門高中、 佳里國中及三所國小均位於佳里聚落內，北門農工位於北部郊區。

## 歷史
台灣日治初期，佳里地區為一街庄，稱為「蕭壠庄」（舊制街庄），隸屬於蕭壠堡。該庄昔日北與番仔藔庄、佳里興庄為鄰，東北及東與新宅庄為鄰，東南與下宅仔庄、中州庄為鄰，南邊為劉厝庄，西南邊為塭仔內庄，西邊為大藔庄、篤加庄，西北邊為下營庄。
1901年（日治明治三十四年）11月11日，全台廢縣廳改設二十廳，該庄隸屬於鹽水港廳。1904年（明治三十七年）4月1日，該庄編入「蕭壠區」，隸屬於鹽水港廳。1906年（明治三十九年）4月1日，鹽水港廳內管轄區域調整，該庄仍隸屬於「蕭壠區」。1909年（明治四十二年）10月25日，全台合併二十廳為十二廳，蕭壠區改隸屬於臺南廳。1920年（大正九年）10月1日，全台地方制度大改正，廢十二廳改設五州二廳，該庄改制並改名為「佳里」大字，隸屬於臺南州北門郡佳里庄（新制街庄）。1933年12月20日，佳里庄改制為佳里街。
戰後佳里街改制為佳里鎮，隸屬於臺南縣，大字亦改制為里。1950年（民國39年）10月25日，雲、嘉、南分治，佳里鎮仍隸屬於臺南縣。2010年（民國99年）12月25日，臺南縣、市合併為直轄臺南市，佳里鎮改制為佳里區。

## 聚落
本地區發展較早的聚落為蕭壠、充公藔，在日治初期的官方地圖上已有記載。

## 交通
省道台19線又稱「中央公路」，是彰化至永康的幹道，以佳里市區東側外環道形式經過本地區。由該道路北行可前往學甲區、鹽水區、嘉義縣義竹鄉、朴子市等地；南行可前往西港區、安定區、安南區、永康區西端，並止於六甲頂地區的省道台1線轉角路口。
市道176號是新山子寮至隆田的道路，經過本地區佳里市區，其中一小段與省道台19線共線。由該道路西行可前往七股區，並止於省道台76線七股交流道西側；東行可前住麻豆區、官田區，並止於隆田聚落的省道台1線路口。
區道南19線是學甲至佳里的道路，其南側端點（終點）位於本地區西北部的佳里市區道路佳西路、佳北路路口。
區道南26線是青鯤鯓至佳里的道路，其東側端點（終點）位於本地區西北部佳里市區的區道南19線路口。
區道南27線是長榮至大路尾的道路，其南側端點（終點）位於本地區中西部佳里市區的區道南32線路口。
區道南28線是謝子寮至許竹圍的道路，其東側端點（終點）位於本地區東北端的省道台19線路口。
區道南37線是佳里至竹橋的道路，其北側端點（起點）位於本地區中南部略偏西、佳里市區的市區街道佳南路路口。
區道南41線是佳里至永樂的道路，其北側端點（起點）位於本地區中南部略偏東、佳里市區的市區街道佳南路路口。

## 學校
- 北門高中
- 北門農工
- 佳里國中
- 佳里國小
- 仁愛國小
- 信義國小

## 公務機關
- 佳里區公所
- 臺南市佳里戶政事務所
- 臺南市政府警察局佳里分局暨佳里派出所
- 臺南市政府消防局第三大隊暨佳里消防分隊